# Küsel
Küsel ist eine Ortschaft und ein Ortsteil von Möckern im Landkreis Jerichower Land in Sachsen-Anhalt.

## Geographie
Küsel liegt ca. 15 Kilometer südöstlich von Burg an der L52.

## Geschichte
Am 1. Januar 2009 wurde die bis dahin selbstständige Gemeinde Küsel in die Stadt Möckern eingemeindet.

## Politik
Ortsbürgermeister ist Chris Levin.

### Wappen
Das vom Kommunalheraldiker Jörg Mantzsch gestaltete Wappen wurde am 10. März 2008 durch den Landkreis genehmigt.
Blasonierung: „Gespalten von Grün und Silber, vorn ein silberner Pfahl und hinten allesamt grün nebeneinander zwei abgewendet quergelegte Eicheln zwischen oben drei fächerartig gestellten und unten drei gestürzt fächerartig gestellten Eichenblättern.“
Die Farben der ehemaligen Gemeinde sind: Silber (Weiß) - Grün.

### Flagge
Die Flagge ist weiß - grün (1:1) gestreift (Querform: Streifen waagerecht verlaufend, Längsform: Streifen senkrecht verlaufend) und mittig mit dem Wappen belegt.

## Verkehr
Zur Bundesstraße 1, die Magdeburg mit Berlin verbindet, sind es in nördlicher Richtung etwa elf Kilometer. Die Bundesautobahn 2 mit der Anschlussstelle Theeßen wird in einem Kilometer erreicht.